# Kristotomus ningxiaensis
Kristotomus ningxiaensis là một loài tò vò trong họ Ichneumonidae.